# Таза-Чишма
Таза-Чишма — деревня в Сармановском районе Татарстана. Входит в состав Новоимянского сельского поселения.

## География
Находится в восточной части Татарстана на расстоянии приблизительно 16 км на юг-юго-запад по прямой от районного центра села Сарманово.

## История
Основана в 1925-1926 годах. Ныне имеет дачный характер.

## Население
Постоянных жителей было: в 1926 году - 104, в 1938 - 166, в 1949 - 160, в 1958 - 121, в 1970 - 105, в 1979 - 49, в 1989 - 12, 0 как в 2002 году, так и в 2010.